# Christina Kjellsson
Vanja Christina Kjellsson, född 5 oktober 1962 i Haverö församling, Västernorrlands län, är en svensk artist, låtskrivare och författare.

## Biografi
Christina Kjellsson växte upp i Handsjöbyn i Rätans församling i Jämtland. Sedan 1982 är hon bosatt i Göteborg. Hon debuterade på skiva 1994 och har (2019) släppt sju fullängdsskivor. 
Hon utgav 2008 boken Rim och reson – Om att skriva vistexter. 2013 gjorde hon sin skönlitterära debut med barndomsskildringen Solknepet. 2016 kom hon ut med Nu är jag ung hela mitt liv. Martina Montelius skrev i Expressen att "Denna vackert 1970-talspatinerade berättelse, en fristående fortsättning på uppväxtskildringen Solknepet, är en befrielseroman ... hon undviker ungdomsromanens vanligaste blotta, den att förminska tonårstidens becksvarta ångest ... hon gör det med all den surt förvärvade pondus och associationsrikedom som tillkommer en ärrad krigare".
Under en tid var hon lärare vid Vislinjen i Kungälv och Visskolan i Västervik. Idag är Christina Kjellsson lärare för distansutbildningen Rim & Reson som är en distansutbildning i Nordiska folkhögskolans regi.
År 1997 var hon värd i Sommar i P1.

## Diskografi

### Album
- 1994 – Ordagrant
- 1995 – Långt till Amerika
- 2000 – Mitt i en mening
- 2003 – 39 plus
- 2009 – Grannar
- 2013 – Ökensand
- 2019 – Blå moped
- 2024 – Slutet på historien

### Samlingsalbum
- 2010 – Sagt & gjort

## Priser och utmärkelser
- 1996 – Bubbenpriset
- 2004 – Olrogstipendiet
- 2004 – Fred Åkerström-stipendiet
- 2014 – Göteborgs stads kulturstipendium[7]
- 2015 – Svenska vispriset[8]
- 2016 – Femårigt arbetsstipendium (Konstnärsnämnden)[9]
- 2020 – Årets visa i Manifestgalan för "Blå Moped"[10]